# Show You the Way to Go
Show You the Way to Go è un brano scritto da Kenny Gamble e Leon Huff ed interpretato per la prima volta dal gruppo musicale statunitense The Jacksons nel 1976, estratto come secondo singolo dall'album The Jacksons il 6 gennaio 1977.
Si tratta della loro prima e ultima posizione numero 1 nelle classifiche del Regno Unito mentre raggiunse la posizione numero 6 della classifica statunitense R&B di Billboard.
Dannii Minogue ne realizzò una sua versione nel 1992.

## Tracce

### 45 giri Stati Uniti[3]
1. Show You the Way to Go – 3:24 (Kenny Gamble, Leon Huff)
2. Blues Away – 3:14 (Michael Jackson)

## Classifiche
| Classifica 1977                        | Posizione |
| -------------------------------------- | --------- |
| Regno Unito                            | 1         |
| Rhythm and Blues di Billboard (USA)    | 6         |
| Classifica generale di Billboard (USA) | 28        |

## Versione di Dannii Minogue
La versione di Dannii Minogue è stata prodotta da Bruce Forest e Andy Whitmore ed è stato il primo singolo estratto dal suo secondo album, Get into You, pubblicato nel 1993. Nel 1992 il singolo raggiunse la posizione numero 30 della UK Singles Chart.

## Tracce

### CD singolo Regno Unito[6]
1. Show You the Way to Go (7" version) – 4:21
2. Success (E-Smoove Groovy 12") – 5:54 (A. Moody, D. Minogue)
3. Show You The Way To Go (Extended Version) – 7:59
4. Success (Maurice's Dub) – 6:05

## Classifiche
| Classifica 1992 | Posizione |
| --------------- | --------- |
| Australia       | 104       |
| Regno Unito     | 30        |